# Línea de alta velocidad Colonia-Fráncfort

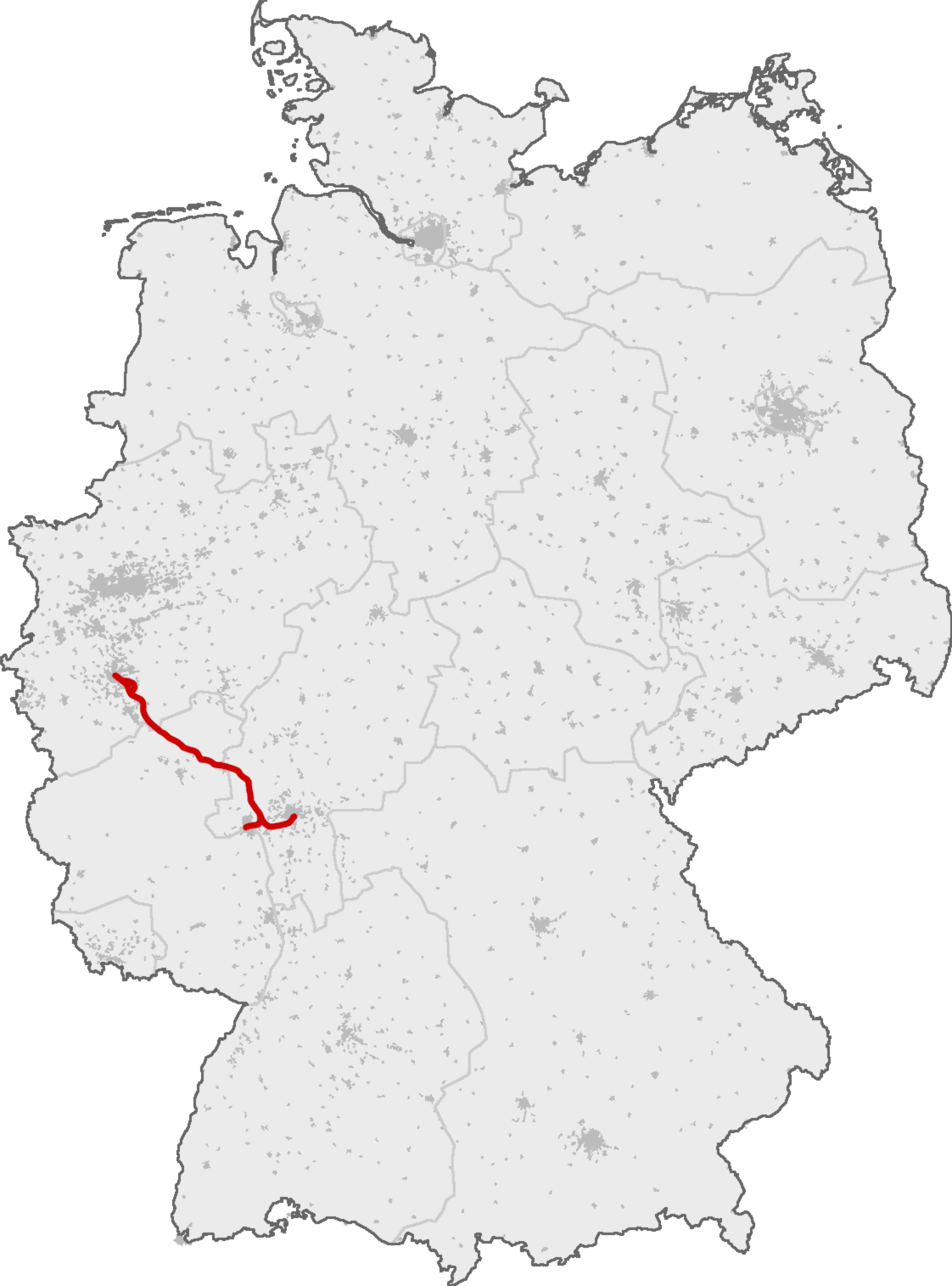
En rojo el recorrido de la Línea de Alta Velocidad Colonia-Fráncfort.

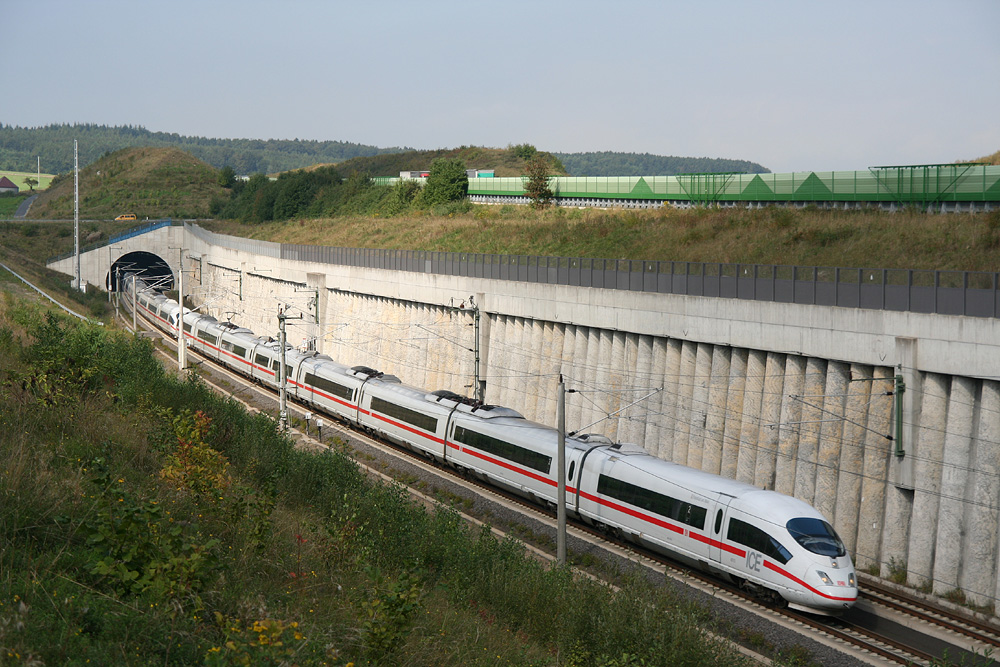
ICE 3 cerca de Montabaur.

La línea de alta velocidad Colonia - Fráncfort (en alemán: Neubaustrecke Köln-Rhein/Main) es una línea ferroviaria de 177 km de longitud en Alemania que conecta las ciudades de Colonia y de Fráncfort del Meno. Su trayectoria sigue mayormente a la autopista A3. Las pendientes de la línea, hasta del 4 %, requieren trenes con un alto cociente de energía/peso, que actualmente solamente disponen los trenes InterCityExpress de la tercera generación.

## Historia
La antigua Deutsche Bundesbahn comenzó la planificación de una red de líneas de alta velocidad para trenes de pasajeros y mercancías en la década de 1960. El plan federal de transporte de 1973 incluía una línea de alta velocidad entre Colonia y Groß-Gerau (cerca de Fráncfort del Meno), así como líneas entre Hanóver y Wurzburgo y de Mannheim a Stuttgart. Este plan preveía tráfico mixto (pasajeros y mercancías) y líneas con las siguientes características: 
- Pendiente máxima: 1.25% (ocasionalmente 2.0%)
- Radio mínimo de curvas: entre 4800 m y 7000 m
- Velocidad máxima: de 250 a 300 km/h

Estas especificaciones eran difíciles de lograr utilizando tanto la ruta tradicional del valle del río Rin, que sigue un meandro del río, como la ruta preferida por DB junto a la autopista A3, que era más larga y con mayores pendientes.
El segundo Plan federal de transporte en 1985 (que fue elaborado cuando la primera línea de alta velocidad llevaba funcionando cuatro años) preveía líneas sólo para trenes de viajeros, lo que significaba que eran aceptables pendientes mucho más escarpadas. Las normas técnicas adoptadas fueron las siguientes:
- Pendiente máxima: 4.0%
- Radio mínimo de curvas: 3,350 m
- Velocidad máxima: 300 km/h (186 mph)

DB negoció con los Estados federados de Renania del Norte-Westfalia, Renania-Palatinado y Hesse sobre la ruta. Cada Estado tenía objeciones respecto al paso de la línea por las ciudades situadas junto al Rin y otras cuatro rutas fueron examinadas. Finalmente no se pudo consensuar una ruta y el Gabinete de Ministros decidió el 20 de diciembre de 1989 seguir la recomendación del Ministro de Transportes y adoptar la ruta junto a la autopista A3 y, entre otras cosas, incluir una estación en Limburgo.  
.

## Construcción
La construcción empezó el 13 de diciembre de 1995 y la última controversia sobre la ruta definitiva se resolvió en 1997. El 13 de mayo el ministro de Transportes inauguró los trabajos de construcción en Renania del Norte-Westfalia. La última sección en comenzar a construirse fue el túnel del aeropuerto de Colonia-Bonn en diciembre de 2000 luego de una sentencia legal. La primera sección terminada fue la nueva estación del Aeropuerto de Fráncfort, que fue habilitada el 30 de mayo de 1999.
La apertura total de la línea, que originalmente estaba prevista para 1999, tuvo lugar a fines de julio de 2002 tras numerosos problemas geológicos y judiciales. Los últimos rieles se instalaron en el túnel Schulwald el 10 de julio de 2001. En ese mismo mes se realizaron las primeras pruebas utilizando locomotoras diésel para comenzar los ajustes. El 22 de octubre de 2001 circuló el primer tren ICE 3 por la línea en una sección de 37 km entre el Aeropuerto de Fráncfort e Idstein.

## Apertura y puesta en servicio
La apertura simbólica de la línea se efectuó el 25 de julio de 2002 cuando un tren especial transportó aproximadamente a 700 invitados de honor. El 1 de agosto de 2002 circuló el primer tren comercial de pasajeros, inicialmente con servicios cada dos horas y más tarde cada hora. En diciembre de 2002, todos los servicios previstos ya estaban funcionando integrados en los horarios europeos, aunque durante los primeros meses hubo numerosas interrupciones debidas a fallos técnicos. El 13 de junio de 2004 se puso en servicio el bucle del Aeropuerto de Colonia/Bonn, y a finales de septiembre de 2004 se completó la estación Siegburg/Bonn.